# Calliscelio wilderi
Calliscelio wilderi är en stekeartl som först beskrevs av David Timmins Fullaway 1939. 
Calliscelio wilderi ingår i släktet Calliscelio och familjen Scelionidae. Inga underarter finns listade.